# Марий Авентиценсис
Марий Авентиценсис (Marius von Avenches, St. Marius, Marius Aventicensis, Marius Aventicum; * 530 или 531 в Отен в Бургундия; † 31 декември 594 в Лозана) е епископ на Авентикум, премества своята служебна резиденция през първата половина на службата си в Лозана. Марий е значим историк на бургундското и франкско Ранно Средновековие. В католическата църква той е почитан като Светия.
Марий Авентиценсис произлиза от знатна бургундска фамилия. От 574 г. той е епископ в Авентикум (днес: Аванш). Измества седалището си в Лозана. Той имал технически способности и работел като златар. Погребан е в църквата Св. Тирсий, която по-късно е преименувана на Св. Марий. Чества се на 31 декември.
Неговата историческа книга е продължение на Световната хроника до 455 г. на Проспер Тирон Аквитански. Той пише за времето от 455 до 581 г. Особено ценни са неговите сведения за борбите между остготите и Византия и нападките от франките.

## Издания
- Теодор Момзен: Monumenta Germaniae Historica: Auctorum Antiquissimorum 11. Berlin 1894 (online).
- Justin Favrod: La chronique de Marius d'Avenches (455–581). Lausanne 1991.